# Claude-Michel Rome
Pour les articles homonymes, voir Rome (homonymie).
Claude-Michel Rome est un réalisateur, scénariste et écrivain français. Il réalise une trentaine de films et séries pour la télévision, et un long métrage au cinéma. Il publie son premier roman en 2020.

## Filmographie partielle

### Réalisateur

#### Télévision
- 1995 : Meurtres par procuration (TV)
- 1996 : Passion mortelle (TV)
- 1997 : Le Corps d'un homme (TV)
- 1999 : Les Bœuf-carottes (1 épisode)
- 2000 : Femmes de loi (série télévisée) avec Natacha Amal, Ingrid Chauvin
- 2000 : Le Grand Patron (série télévisée) avec Francis Huster
- 1997 - 2002 : Justice de femme (série télévisée)
- 2003 : Vérité oblige (série télévisée) avec Valeria Cavalli
- 2003 : Franck Keller (série télévisée)
- 2004 : Zodiaque (série télévisée) avec Claire Keim, Francis Huster, Valeria Cavalli, Anne Jacquemin, Michel Duchaussoy, Patrick Bosso
- 2004 : Dans la tête du tueur (TV)
- 2006 : Le Maître du Zodiaque (série télévisée) avec Claire Keim, Francis Huster, Patrick Bosso
- 2008 : Hold-up à l'italienne (TV) avec Astrid Veillon, Claudia Cardinale, Jacques Perrin
- 2009 : Rencontre avec un tueur (TV) avec Astrid Veillon
- 2009 : Beauté fatale (TV) avec Claire Keim, Stéphane Freiss, Nicole Croisille
- 2010 : Les Virtuoses avec Frédéric Diefenthal, Gwendoline Hamon, Josiane Pinson, Michel Jonasz
- 2012 : La Guerre du Royal Palace (TV) avec Daniel Russo, Michel Leeb
- 2014 : Crime en Aveyron (TV) avec Florence Pernel
- 2014 : Crime en Lozère (TV) avec Florence Pernel
- 2014 : L'Emprise (TV) avec Odile Vuillemin, Marc Lavoine, Fred Testot
- 2015 : Stavisky, l'escroc du siècle (TV) avec Tomer Sisley
- 2015 : Le Vagabond de la Baie de Somme (TV) avec Jérôme Robart
- 2015 : La Loi d'Alexandre (TV) avec Gérard Jugnot
- 2015 : Crime à Aigues-Mortes (TV) avec Florence Pernel
- 2016 : Meurtres à Aix-en-Provence (TV) avec Astrid Veillon
- 2016 : Crime à Martigues (TV) avec Florence Pernel
- 2017 : Crime dans les Alpilles (TV) avec Florence Pernel
- 2017 : Le Sang des Îles d'Or (TV) avec Alexandra Vandernoot, Antoine Duléry
- 2018 : Le Mort de la plage (TV) avec Claire Borotra
- 2019 : Le Temps est assassin (TV) avec Mathilde Seigner, Jenifer Bartoli
- 2021 : Mortelles calanques (TV) avec Philippe Bas et Arnaud Binard
- 2022 : La Vengeance sans visage (TV) avec Philippe Bas et Aurore Delplace

#### Cinéma
- 2008 : Les Insoumis avec Richard Berry, Zabou Breitman

### Scénariste
- 1983 : Y a-t-il un pirate sur l'antenne ?
- 2007 : Henry Dunant, du rouge sur la croix (TV)
- 2010 : Les Virtuoses (série télévisée)
- 2012 : Moi à ton âge de Bruno Garcia (TV)
- 2019 : Le Temps est assassin (série télévisée)
- 2019 : Jamais sans toi, Louna de Yann Samuell (TV)

### Acteur
- 1983 : Les Enquêtes du commissaire Maigret de René Lucot (série télévisée), épisode : Maigret s'amuse : le vendeur de journaux

## Théâtre

### Metteur en scène
- 2006 : Le Déclin de l'empire américain de Denys Arcand et Claude-Michel Rome, Théâtre Daunou

## Littérature

### Auteur
- Dieu pardonne, moi pas, roman, éditions Albin Michel, 2020  (ISBN 978-2-253-07948-4), Livre de Poche no 36231
- La Sirène noire, éditions Les Presses du Midi, 2023  (ISBN 978-2-8127-1396-5)

## Décorations
- Chevalier de la Légion d'honneur  le 14 avril 2017[1]

Notes et références
1. ↑  Décret du 14 avril 2017 portant promotion et nomination